# Прюдомм, Кристиан
Кристиан Прюдомм (фр. Christian Prudhomme; 11 ноября 1960, XII округ Парижа) — бывший французский журналист и с 2007 года нынешний директор Тур де Франс.

## Биография
Кристиан Прюдом учился в школе журналистики ESJ в Лилле с 1983 по 1985 год. В 1985 году он присоединился к RTL (Radio-Télévision Luxembourg) на испытательном сроке при поддержке своего преподавателя Мишеля Селье, который был корреспондентом RTL в департаменте Нор.
RTL не поддержал его, и Прюдом перешёл в RFO, а затем 3 августа 1987 года на телеканал La Cinq, как спортивный репортёр при Пьере Канджиони. Он освещал, в частности, свои любимые видах спорта: велоспорт, регби, легкую атлетику и лыжи.
Из них он больше всего любил велоспорт и регулярно делал репортажи о этапах Midi Libre и Paris-Nice. Он сказал о велоспорте:

Когда я был ребёнком, я слушал по радио в среднем последние 100 км этапа. У нас не было последних 120 км гонки на France Télévisions, которые мы имеем сейчас. Через 100 км на радио передавалось сообщение, и мы были очень счастливы посмотреть последние 15 км в прямом эфире. Потом я слушал по бельгийскому радио Люка Варенна, я не знаю умер он или нет, это необыкновенный человек. Мой отец всегда слушал радио и регулярно занимался спортом. Я питался этим с тех пор как был ещё ребёнком.
Велоспорт всегда заставлял меня мечтать, даже если сегодня, увы, он в беспорядке. Это необыкновенный спорт, легенда спорта, легенда. Это почти так же сложно, как бокс и боевые виды спорта. Это происходит в исключительных условиях, очевидно, в горах, на булыге. Это спорт, где всё может случиться. Погода играет значительную роль, и гонщики вынуждены противостоять ей. Это всегда заставляло меня мечтать.

Прюдомм стал главой спортивного отдела в La Cinq. Иногда он представлял спортивные сводки в полдень. В 1992 году из-за нехватки средств Прюдомм стал фрилансером в течение года, после чего присоединился к новостному каналу LCI. Он едва согласился присоединиться, когда Эген Саккомано, глава спорта на радиостанции Europe1, предложил ему заменить Жан-Рене Годарта, который уезжал, чтобы присоединиться к телевизионной сети France 2.
В 1998 году он участвовал в запуске кабельного канала L'Équipe TV, телевизионный приложения к ежедневной спортивной газете и возглавляемый Amaury Group, чья дочерняя компания Amaury Sport Organisation является организатором Tour de France. Он стал главным редактором.
В 2000 году он присоединился к France Télévisions для модернизации своей спортивной программы, Stade 2. В 2000 году он прокомментировал Тур де Франс для France Télévisions вместе с её бывшим победителем Бернаром Тевене.

## Тур де Франс
В 2007 году Прюдомм заменил Жан-Мари Леблана в качестве директора Тур де Франс, будучи его помощником в течение трёх лет.
При Прюдомме Тур укрепил своё противодействие допингу. В 2007 году две команды — Astana и Cofidis — снялись по ходу гонки после допинговых скандалов. В 2008 году ASO отозвало Тур из под эгиды UCI для реализации своего собственного антидопингового режима. Astana не была приглашена, и в том же году Saunier Duval-Scott снялась с гонки после положительного теста Риккардо Рикко на синтетическое ЭПО третьего поколения. Прюдомм предположил, что положительный тест был частью допинговой программы, организованной менеджером команды.